# Iveco 330
Iveco 330 — семейство крупнотоннажных грузовых автомобилей полной массой от 33 до 72 тонн, выпускаемых итальянской компанией Iveco S.p.A. в период с 1979 по 1993 год.

## Описание
Семейство 330 пришло на смену строительным автомобилям Fiat 300. Автомобили получили новую кабину, которая затем начала устанавливаться на Iveco Turbo. С 1979 по 1983 год автомобили продавались под маркой Iveco-Fiat 330, а с 1983 года как Iveco 330.
Шасси грузовика способно выдерживать экстремальные нагрузки 56 тонн.
Это был первый европейский строительный грузовик, имевший двигатель V8 Fiat 8280 объёмом 17,174 см3, мощностью 260 л. с., 352 л. с., 420 л. с. и 480 л. с. Кроме того, с 1983 года на автомобиле устанавливали турбодвигатель I6 Fiat 8210 13,7983 мощностью 260, 304 и 360 л. с. или Deutz AG мощностью 256, 306 или 360 л. с.
Автомобиль предлагался с колёсной формулой 6*4, 6*6 и 8*4.